# 超兵器ガ壱號
「超兵器ガ壱號」（ちょうへいきガいちごう）は、藤子・F・不二雄（発表時は藤子不二雄名義）の短編漫画。1980年に『漫画アクション』増刊号に掲載された。スウィフトの『ガリヴァー旅行記』を題に取り、『流血鬼』などでもみられた価値観の相対性が描かれている。

## あらすじ
第二次世界大戦末期の昭和20年3月、日本軍は南海の無人島で巨大な宇宙人を捕獲した。軍はこのガ壱号と名付けた宇宙人を対米軍用の超兵器にしようと目論み、海堂少尉にガ壱号の使用する言語の解読を命じた。海堂はガ壱号の言語とポリネシア語との類似性に気づき、ガ壱号に日本語を教えることに成功する。
海堂と心を通わせたガ壱号は、大東亜共栄圏の理想に共感し、同年4月1日、日本兵として初陣。身体能力もさることながら、宇宙服・短銃（射程20キロメートル相当の光線銃）を駆使し、米軍の沖縄上陸や広島・長崎への原爆投下を阻止。遂には日本を逆転勝利へと導き大将へ昇進するとともに「帝国"最大の"軍人」と讃えられた。
感激したガ壱号は日本への帰化を希望するが、食料事情に加えて彼の力を脅威と感じた軍本部は、海堂にガ壱号の処分を命じ、騙して毒薬を飲ませようとする。しかしガ壱号はそれを知った上で納得し、毒薬を飲もうとする。するとガ壱号の仲間たちが宇宙から訪れる。ガ壱号より一回り大きい彼らは、ガ壱号を一番の「ちび」と呼んで無事を喜び連れ帰ろうとするが、人間たちから逆に「最大」と呼ばれていたガ壱号の表情は複雑だった。

## 登場人物
ガ壱号（ガ一号）
昭和20年3月、大隅諸島の南東にある無人島で、日本兵たちが出会った巨人。「ガリバ」を自称する。宇宙船の修理が完了した後も、何故か母星に帰りたがらない。
海堂敏明
日本の陸軍少尉。大学時代言語学を専攻していたことから、ガ壱号の言葉の解読役に抜擢された。

## 収録単行本
いずれも藤子・F・不二雄のSF短編を収録した短編集。
- 『超兵器ガ壱號』 双葉社〈アクションコミックス〉
- 『藤子・F・不二雄SF短篇集』 (3) 「超兵器ガ壱號」中央公論社〈中公文庫〉ISBN 9784122021730
- 『藤子・F・不二雄 SF短編集PERFECT版』第6巻 小学館